# Фастнет Рок
Фастнет Рок (також Фастнет) (англ. Fastnet Rock ірл. Carraig Aonair) — острів, скеля біля південно-західного узбережжя графства Корк в Ірландії. Це невеликий острівець з глинистих сланців із кварцовими прожилками, який піднімається приблизно на 30 метрів над рівнем води і відокремлений від набагато меншого Малого Фастнет на півдні каналом завширшки 10 метрів. Фастнет відомий як «Ірландська сльоза», оскільки це була остання частина Ірландії, яку бачили ірландські емігранти XIX століття, коли пливли до Північної Америки. На безлюдному острові споруджено 54-метровий маяк Фастнет. Це найпівденніша точка Ірландії, що лежить за 6,5 км (4,0 милі) на південний захід від мису Клір-Айленд і за 13 км (8,1 милі) від графства Корк на материковій частині Ірландії. Нинішній маяк — другий, що збудований на скелі, і є найвищим в Ірландії.